# عزيزبك حيدروف
عزيزبك حيدروف ((بالإنجليزية: Azizbek Haydarov)؛ مواليد 8 يوليو 1985) لاعب كرة قدم أوزبكي يجيد اللعب في مركز الوسط و لعب مع نادي الشباب الإماراتي منذ 2011 و انتقل إلى نادي عجمان في عام 2017 .

## روابط خارجية
- عزيزبك حيدروف على موقع الاتحاد الدولي (مؤرشف)  (الإنجليزية)
- عزيزبك حيدروف على موقع قاعدة بيانات كرة القدم.إي يو (الإنجليزية)
- عزيزبك حيدروف على موقع ناشيونال فوتبول تيمز (الإنجليزية)
- عزيزبك حيدروف على موقع Soccerway.com (الإنجليزية)
- عزيزبك حيدروف على موقع عالم كرة القدم.نت (الإنجليزية)
- عزيزبك حيدروف على موقع كووورة